# Octomeria romerorum
Octomeria romerorum är en orkidéart som beskrevs av Germán Carnevali och Ivón Mercedes Ramírez Morillo. Octomeria romerorum ingår i släktet Octomeria och familjen orkidéer. Inga underarter finns listade i Catalogue of Life.